# Kolumna Nelsona
Kolumna Nelsona (ang. Nelson’s Column) – pomnik znajdujący się w Londynie na placu Trafalgarskim, upamiętniający adm. Horatio Nelsona, który poległ w morskiej bitwie pod Trafalgarem (1805).
Pomnik został wybudowany w latach 1840−1843 według projektu Williama Railtona, a jego koszt wynosił 47 000 funtów (obecnie byłoby to około 4 milionów funtów). Granitowa kolumna została zaprojektowana w porządku korynckim. Statuę Nelsona opracował Edward Hodges Baily, a cztery lwy przy podstawie dodano w 1867 roku, według projektu Edwina Landseera.
Piedestał pomnika udekorowany jest czterema płaskorzeźbami, wykonanymi z brązu, o powierzchni około 1,67 m² (18 sq ft) każda. Zostały odlane z przetopionych armat zdobytych na Francuzach. Przedstawiają one bitwę koło Przylądka św. Wincentego (1797), bitwę morską pod Abukirem (1798), bitwę pod Kopenhagą (1801) i bitwę pod Trafalgarem (1805), w której Nelson poniósł śmierć.
W 2006 roku pomnik został odnowiony, a wartość przedsięwzięcia wynosiła 420 000 funtów. Wysokość kolumny od podstawy piedestału do czubka kapelusza Nelsona wynosi 51,59 m.

## Historia pomnika

### Budowa
W lutym 1838 roku grupa 121 członków Izby Lordów, parlamentarzystów i przedstawicieli szlachty, utworzyło komitet (Nelson Memorial Committee), którego zadaniem było wzniesienie pomnika Lorda Nelsona, finansowanego z pieniędzy publicznych. Rząd zgodził się na umiejscowienie monumentu na Trafalgar Square, naprzeciwko nowo powstałej National Gallery. Projekt pomnika wybrano w drodze konkursu, którego budżet został zaplanowany na 20 000–30 000 funtów. Ostatecznym terminem składania wniosków był 31 stycznia 1839 roku.
Zwycięskim projektem wybranym przed podkomisję, kierowaną przez księcia Wellingtona, był ten, przedstawiony przez angielskiego architekta Williama Railtona. Według jego wizji pomnik stanowiła koryncka kolumna zwieńczona figurą Nelsona, otoczona przez cztery rzeźby lwów. Do podstawy kolumny miały prowadzić schody, znajdujące się pomiędzy lwami. Drugą nagrodę zdobył angielski rzeźbiarz – Edward Hodges Baily, który zasugerował obelisk otoczony rzeźbami.
Krytyka organizacji konkursu sprawiła, iż został on powtórzony. Railton przedstawił nieco zmieniony projekt i po raz kolejny został uznany za zwycięzcę, z zastrzeżeniem, że posąg Nelsona powinien być wykonany przez E.H. Baily’ego. Pierwotnie plan zakładał, że kolumna będzie miała 61,9 m wysokości, ale została zmniejszona do 51,6 m, z trzonem długości 29,9 m z obawy o stabilność całości.

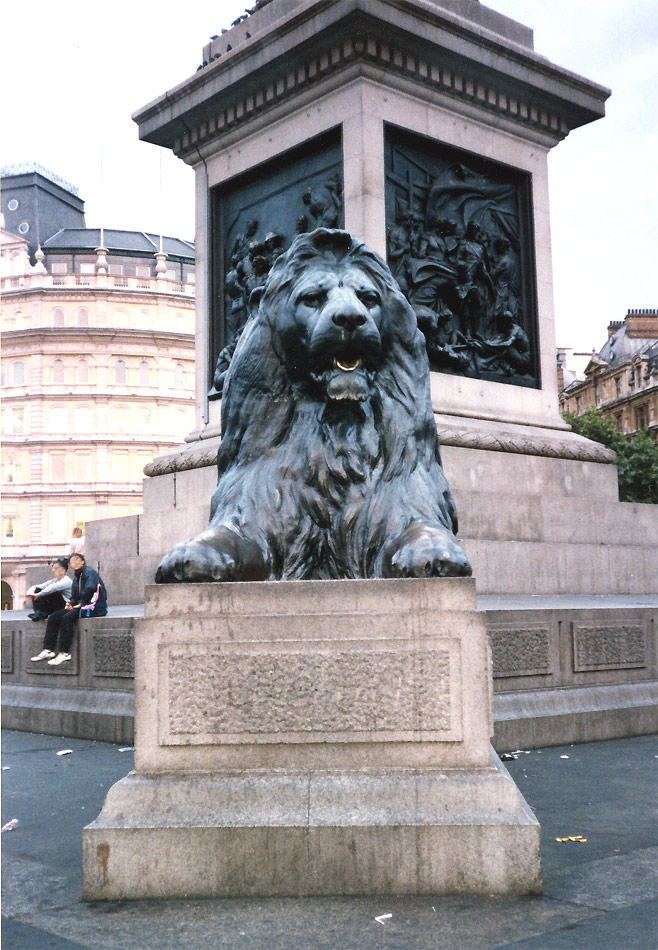
Jeden z czterech lwów u podstawy kolumny

W 1840 roku rozpoczęto wykopywanie dołu pod ceglane fundamenty. Pierwszy kamień kolumny złożył Charles Davison Scott, honorowy sekretarz komitetu, syn Johna Scotta – sekretarza Nelsona. Uroczysta ceremonia odbyła się 30 września 1840 roku. Konstrukcja monumentu trwała do listopada 1843 roku.
W 1844 roku skończyły się pieniądze komisji, która uzyskała z funduszy publicznych jedynie 20 485 funtów. Kontynuacja projektu, mającego na celu zamontowanie płaskorzeźb i lwów, została przejęta przez rząd. Z powodu ingerencji kolumny w postrzeganie National Gallery Lord Lincoln nakazał usunięcie z projektu schodów, prowadzących do kolumny. Ich rozłożystość mogła "przysłonić" National Gallery, która jest najważniejszym punktem Trafalgar Square.
Instalacja płaskorzeźb z brązu rozpoczęła się dopiero pod koniec 1849 roku. Płaskorzeźba przedstawiająca śmierć Nelsona podczas bitwy pod Trafalgarem została wykonana przez Johna Edwarda Carewa. Na początku kolejnego roku po przeciwnej stronie zainstalowano płaskorzeźbę obrazującą bitwę pod Abukirem autorstwa Williama F. Woodingtona. Następnie na miejscu znalazła się bitwa pod Kopenhagą. Ostatnia wykonana płaskorzeźba (przedstawiająca bitwę koło Przylądka św. Wincentego) była przedmiotem procesu sądowego, kiedy odkryto iż brąz, użyty do jej wykonania, został zafałszowany przez zmieszanie ze stopem żelaza. Partnerzy w spółce odpowiedzialnej za wykonanie płaskorzeźby zostali skazani na kary więzienia za fałszerstwo. Ostatecznie płaskorzeźba została umieszczona na podstawie kolumny w maju 1854 roku.

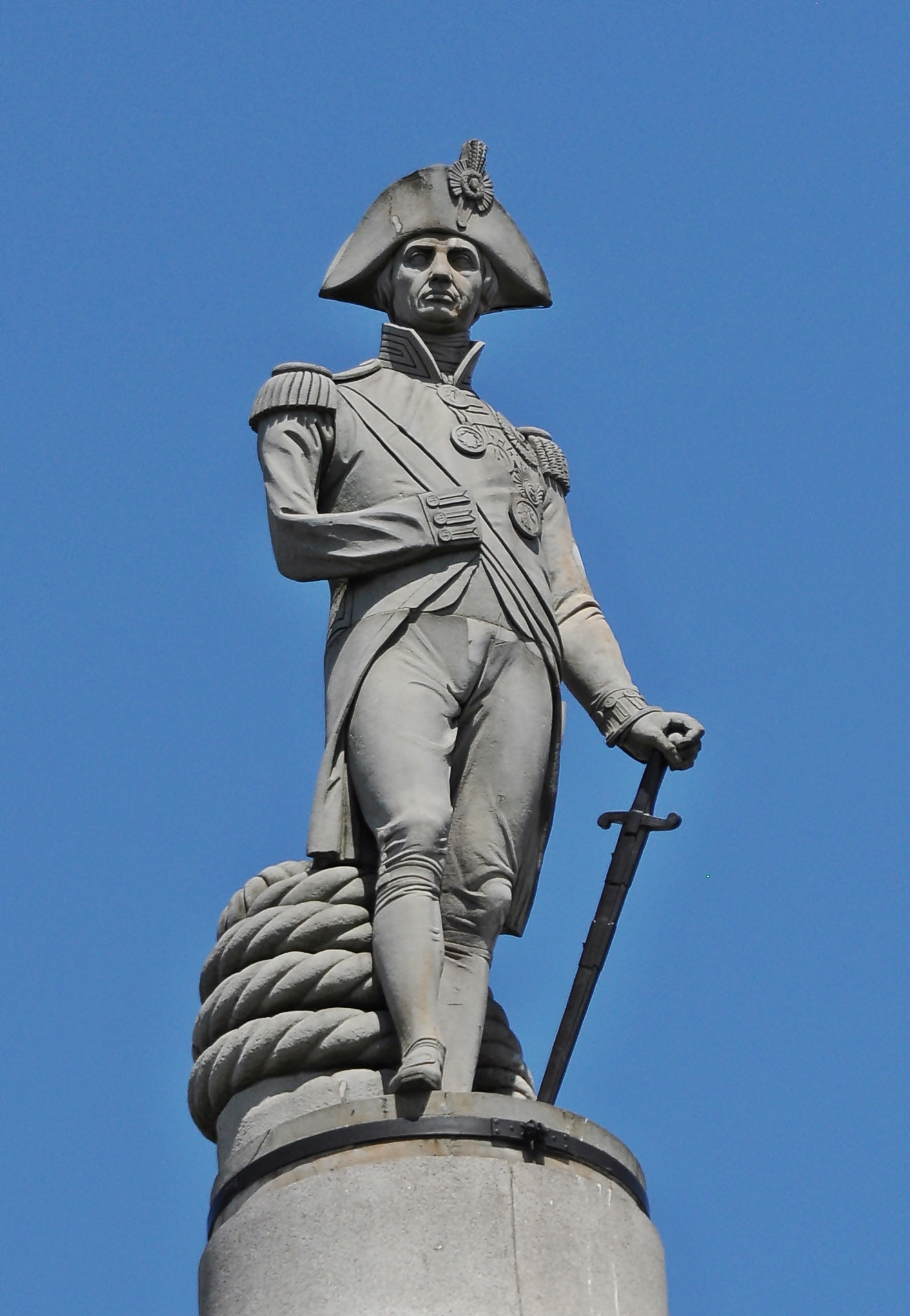
Posąg Nelsona na kolumnie

Pomnik Nelsona, znajdujący się na górze kolumny, został wyrzeźbiony z piaskowca przez Edwarda Hodgesa Baily’ego i mierzy 5,5 m. Lord Nelson zwrócony jest na południe, w stronę Admiralicji i Portsmouth, plecami do National Gallery. W porcie Portsmouth stoi zacumowany HMS Victory – okręt, w którym ciało poległego admirała wróciło do Anglii. Nelson ubrany jest w mundur marynarki wojennej, a w jego lewej dłoni spoczywa miecz. Posąg stoi na kolumnie wykonanej z bloków granitowych. Koryncki kapitel, wzorowany na forum Augusta, został wykonany z brązowych elementów odlanych z armat, wydobytych z wraku brytyjskiego okrętu HMS "Royal George". Niektóre z jego elementów ważą do 410 kilogramów i przymocowane są do kolumny za pomocą trzech metalowych pasów.
Cztery identyczne lwy, odlane z brązu, zostały dodane w 1867 roku. Początkowo miały one zostać wyrzeźbione w granicie, a rzeźbiarz John Graham Lough został wybrany, by wykonać to zadanie. W 1846 zmieniono zdanie, projektantami rzeźb byli: Sir Edwin Landseer i Baron Marochetti.

### Renowacja
Kolumna została odnowiona w 2006 roku, w tym czasie była otoczona rusztowaniami od dołu do samej góry. Aby zminimalizować szkodliwy wpływ na brąz i kamień, czyszczono ją za pomocą pary i delikatnych materiałów ściernych. Koszt renowacji został pokryty przez Zurich Financial Services i wynosił 420 000 funtów, reklamy sponsora znajdowały się na rusztowaniach w czasie trwania prac. Podczas prac prześwietlono metodą rentgenowską oraz naprawiono lewe ramię Nelsona, w które w latach 80. XIX wieku uderzył piorun.

### Inne wydarzenia
- W 1925 roku kolumna była obiektem scamu – Arthur Furguson "sprzedał" kolumnę Nelsona nieświadomym podstępu Amerykanom ("sprzedał" również Buckingham Palace i Big Bena)[12].
- Kolumna miała znaczenie symboliczne dla Adolfa Hitlera, który zakładał, iż jeśli operacja Lew Morski się powiedzie – przeniesie kolumnę do Berlina, plan inwazji na Wielką Brytanię został jednak przez Hitlera porzucony[13].
- 5 lutego 1970 roku Kolumna Nelsona została wpisana na listę zabytków[14].

## Płaskorzeźby

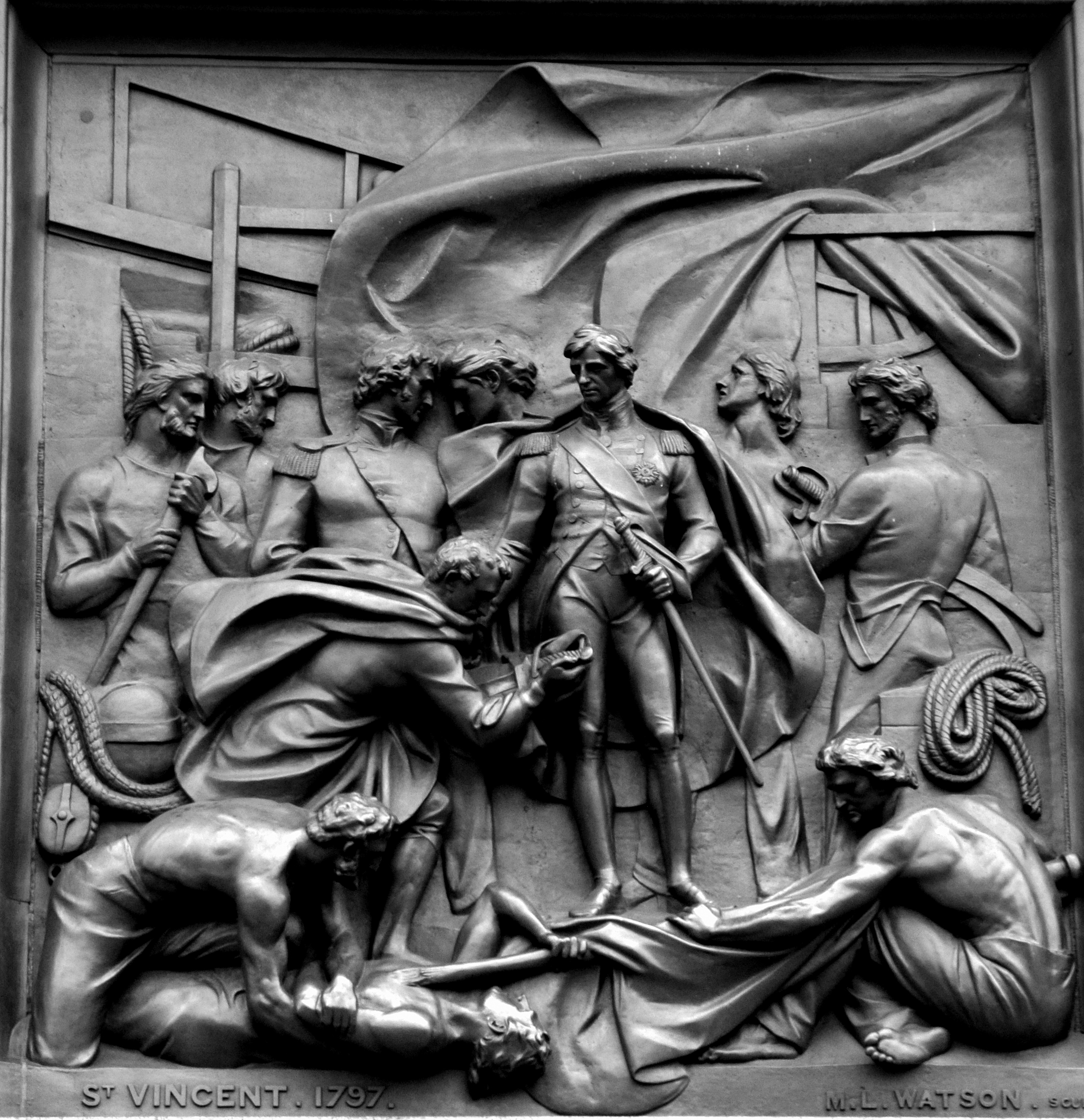
Bitwa koło Przylądka św. Wincentego (1797)
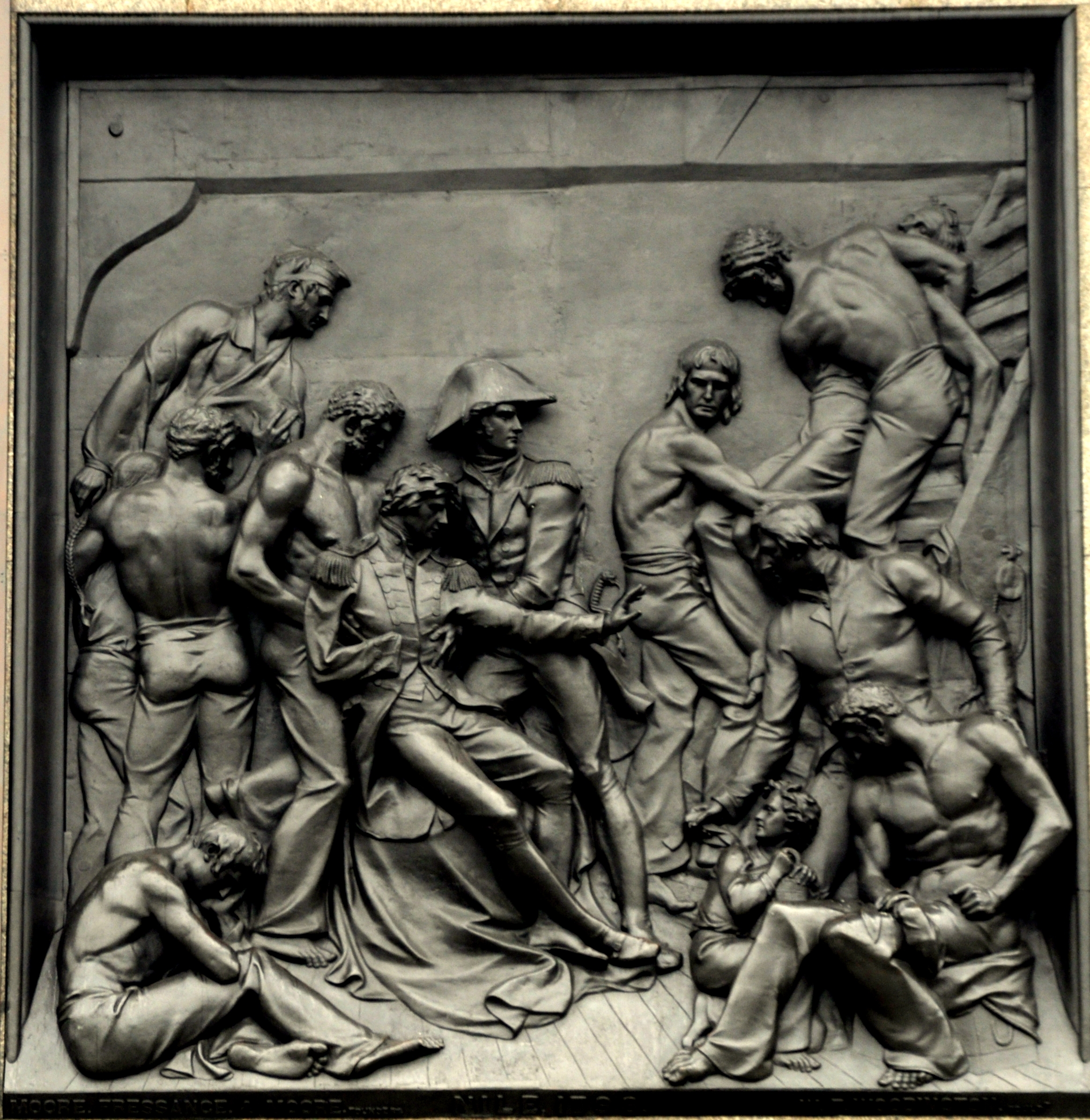
Bitwa morska pod Abukirem (1798)
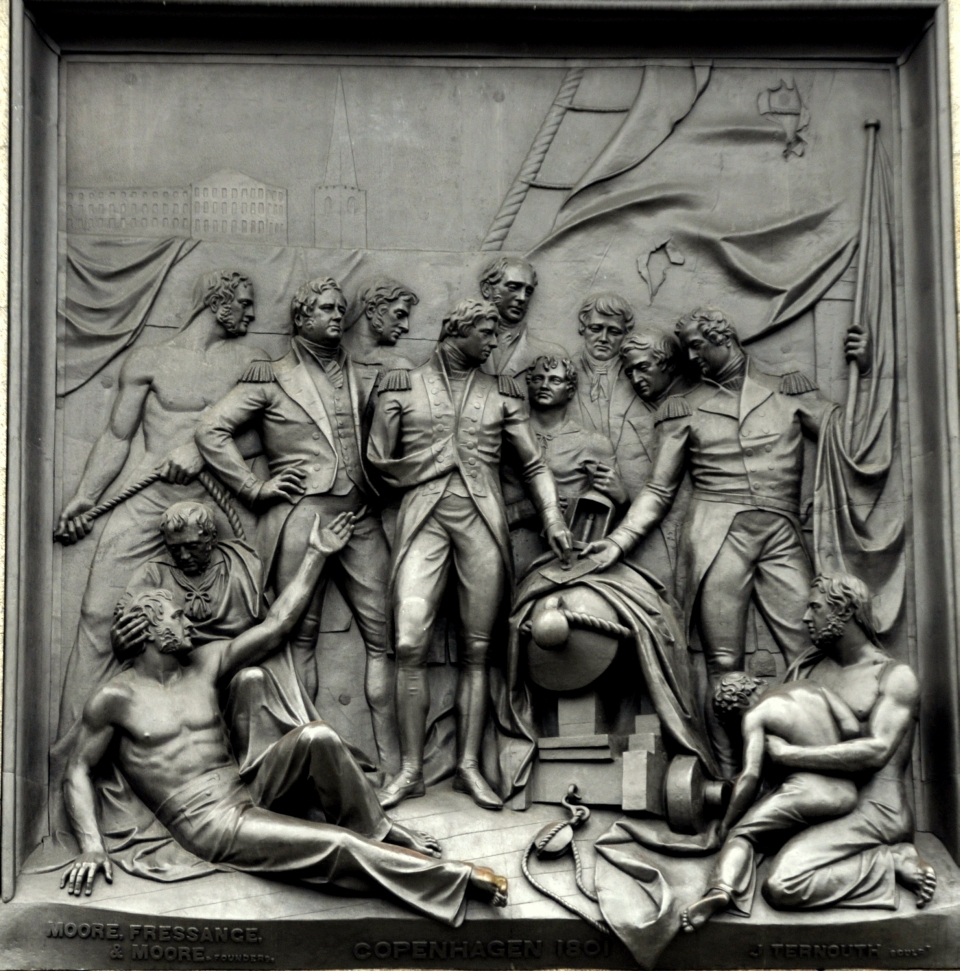
Bitwa pod Kopenhagą (1801)
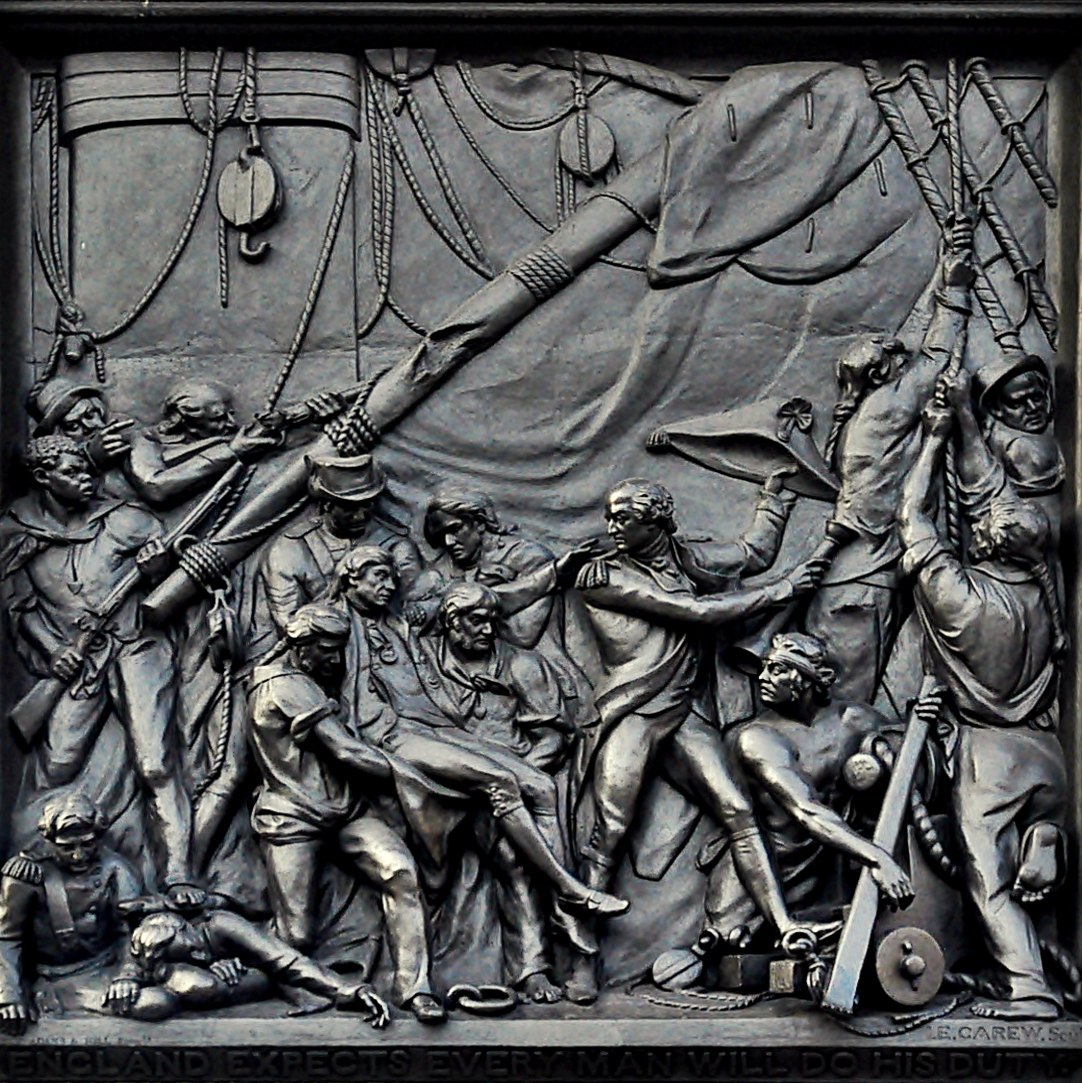
Śmierć Nelsona, Bitwa pod Trafalgarem (1805)